# Saussurea wellbyi
Saussurea wellbyi là một loài thực vật có hoa trong họ Cúc. Loài này được Hemsl. miêu tả khoa học đầu tiên năm 1899.